# La Chapelle-sur-Loire
La Chapelle-sur-Loire és un municipi francès, situat al departament de l'Indre i Loira i a la regió de Centre – Vall del Loira. L'any 2007 tenia 1.544 habitants.

## Demografia

### Població
El 2007 la població de fet de La Chapelle-sur-Loire era de 1.544 persones. Hi havia 621 famílies, de les quals 162 eren unipersonals (77 homes vivint sols i 85 dones vivint soles), 242 parelles sense fills, 177 parelles amb fills i 40 famílies monoparentals amb fills.
La població ha evolucionat segons el següent gràfic:
Habitants censats

### Habitatges
El 2007 hi havia 790 habitatges, 635 eren l'habitatge principal de la família, 100 eren segones residències i 54 estaven desocupats. 729 eren cases i 26 eren apartaments. Dels 635 habitatges principals, 537 estaven ocupats pels seus propietaris, 83 estaven llogats i ocupats pels llogaters i 15 estaven cedits a títol gratuït; 15 tenien una cambra, 46 en tenien dues, 122 en tenien tres, 168 en tenien quatre i 283 en tenien cinc o més. 478 habitatges disposaven pel capbaix d'una plaça de pàrquing. A 282 habitatges hi havia un automòbil i a 292 n'hi havia dos o més.

### Piràmide de població
La piràmide de població per edats i sexe el 2009 era:
| Homes | Edats   | Dones |
| ----- | ------- | ----- |
| 0     | 95 o +  | 0     |
| 4     | 90 a 94 | 4     |
| 24    | 85 a 89 | 24    |
| 28    | 80 a 84 | 20    |
| 32    | 75 a 79 | 48    |
| 44    | 70 a 74 | 64    |
| 48    | 65 a 69 | 20    |
| 24    | 60 a 64 | 44    |
| 24    | 55 a 59 | 28    |
| 52    | 50 a 54 | 40    |
| 36    | 45 a 49 | 52    |
| 56    | 40 a 44 | 36    |
| 56    | 35 a 39 | 56    |
| 48    | 30 a 34 | 52    |
| 48    | 25 a 29 | 32    |
| 20    | 20 a 24 | 36    |
| 28    | 15 a 19 | 52    |
| 44    | 10 a 14 | 68    |
| 56    | 5 a 9   | 52    |
| 40    | 0 a 4   | 52    |

## Economia
El 2007 la població en edat de treballar era de 917 persones, 631 eren actives i 286 eren inactives. De les 631 persones actives 560 estaven ocupades (307 homes i 253 dones) i 70 estaven aturades (32 homes i 38 dones). De les 286 persones inactives 119 estaven jubilades, 59 estaven estudiant i 108 estaven classificades com a «altres inactius».

### Ingressos
El 2009 a La Chapelle-sur-Loire hi havia 618 unitats fiscals que integraven 1.465,5 persones, la mediana anual d'ingressos fiscals per persona era de 16.586 €.

### Activitats econòmiques
Dels 28 establiments que hi havia el 2007, 1 era d'una empresa de fabricació d'altres productes industrials, 13 d'empreses de construcció, 3 d'empreses de comerç i reparació d'automòbils, 3 d'empreses de transport, 2 d'empreses d'hostatgeria i restauració, 1 d'una empresa financera, 1 d'una empresa immobiliària, 1 d'una entitat de l'administració pública i 3 d'empreses classificades com a «altres activitats de serveis».
Dels 16 establiments de servei als particulars que hi havia el 2009, 1 era una oficina de correu, 1 taller de reparació d'automòbils i de material agrícola, 4 paletes, 1 guixaire pintor, 1 fusteria, 3 lampisteries, 3 electricistes i 2 restaurants.
L'any 2000 a La Chapelle-sur-Loire hi havia 37 explotacions agrícoles que ocupaven un total de 924 hectàrees.

## Equipaments sanitaris i escolars
El 2009 hi havia una escola elemental.

## Poblacions més properes
El següent diagrama mostra les poblacions més properes.